# 第63次長期滞在
第63次長期滞在（だい63じちょうきたいざい）は、ソユーズMS-15宇宙船がドッキング解除した2020年4月17日に開始され、2020年10月21日にソユーズMS-16がドッキング解除するまで継続した、通常とは異なる2倍の期間の長期滞在となる63回目の国際宇宙ステーションへの長期間ミッション。この長期滞在は、当初はアメリカ人船長のクリストファー・キャシディとロシア人フライトエンジニアのアナトリー・イワニシンおよびイワン・ワグネルで構成されていた。2020年5月31日に、この長期滞在はスペースシャトルにちなんでエンデバーと名付けられたスペースXのクルードラゴン宇宙船の初めての有人飛行であるCrew Dragon Demo-2の乗組員を受け入れた。このミッションの2名の乗組員、ダグラス・ハーリーおよびロバート・ベンケンは2020年8月1日に、ステーションの研究を支援し、ステーション外部で船外活動に加わるために国際宇宙ステーションから離脱した。

## クルー
| 役職                  | 第1期 （2020年4月17日 – 5月31日）                      | 第2期 （2020年5月31日 – 8月1日）                       | 第3期 （2020年8月1日 – 10月14日）                      | 第4期 （2020年10月14日 – 21日）                            |
| --------------------- | ------------------------------------------------------ | ------------------------------------------------------ | ------------------------------------------------------ | ---------------------------------------------------------- |
| 船長                  | クリストファー・キャシディ、NASA 3回目で最後の宇宙飛行 | クリストファー・キャシディ、NASA 3回目で最後の宇宙飛行 | クリストファー・キャシディ、NASA 3回目で最後の宇宙飛行 | クリストファー・キャシディ、NASA 3回目で最後の宇宙飛行     |
| 第1フライトエンジニア | アナトリー・イワニシン、RSA 3回目で最後の宇宙飛行      | アナトリー・イワニシン、RSA 3回目で最後の宇宙飛行      | アナトリー・イワニシン、RSA 3回目で最後の宇宙飛行      | アナトリー・イワニシン、RSA 3回目で最後の宇宙飛行          |
| 第2フライトエンジニア | イワン・ワグネル、RSA 1回目の宇宙飛行                  | イワン・ワグネル、RSA 1回目の宇宙飛行                  | イワン・ワグネル、RSA 1回目の宇宙飛行                  | イワン・ワグネル、RSA 1回目の宇宙飛行                      |
| 第3フライトエンジニア |                                                        | ダグラス・ハーリー、NASA 3回目で最後の宇宙飛行         |                                                        | セルゲイ・リジコフ、ロスコスモス 2回目の宇宙飛行           |
| 第4フライトエンジニア |                                                        | ロバート・ベンケン、NASA 3回目の宇宙飛行               |                                                        | セルゲイ・クド＝スベルチコフ、ロスコスモス 1回目の宇宙飛行 |
| 第5フライトエンジニア |                                                        |                                                        |                                                        | キャスリーン・ルビンズ、NASA 2回目の宇宙飛行               |

## ISSへの有人宇宙飛行

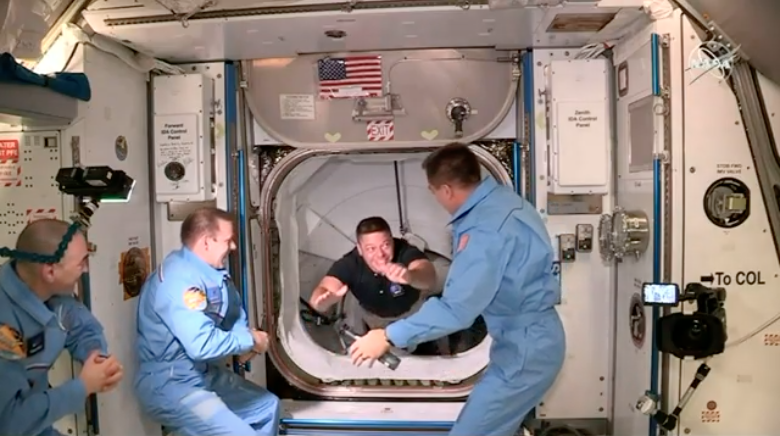
クルードラゴンのハッチ開放の少し後でISSに入るボブ・ベンケン

| ミッション         | 宇宙飛行士 | 結合（UTC）                             | 離脱 (UTC)         | 期間 |
| ------------------ | --- | --------------------------------------- | ------------------ | ---- |
| Crew Dragon Demo-2 | ダグラス・ハーリー、NASA ロバート・ベンケン、NASA | 2020年5月31日 14:27（ハードドッキング） | 2020年8月1日 23:35 | 64日 |
| Crew Dragon Demo-2 | 後に、1986年に破壊されたスペースシャトル・チャレンジャーの後を継いだスペースシャトルオービターを称えてエンデバーと名付けられたスペースXの宇宙船C206は、2020年5月30日にステーションに向けて打ち上げられ、およそ19時間後にステーションに結合した。このフライトはスペースXのクルードラゴン宇宙船の初めての有人テスト飛行であるとともに、2011年7月のSTS-135以来初めてのアメリカ合衆国から打ち上げられた有人宇宙船となった。当初は短い2週間の試験飛行として計画されていたが、遅延の影響で延長された。乗組員のダグラス・ハーリーとロバート・ベンケンは、およそ2か月間ステーションに留まった。最終的なミッション期間は、Demo-2着陸のおよそ3か月後に打ち上げられ、第63次長期滞在ないし第64次長期滞在に合流することになっていた、2020年11月に打ち上げられたCrew-1の準備状況に左右された。 |                                         |                    |      |

## 船外活動

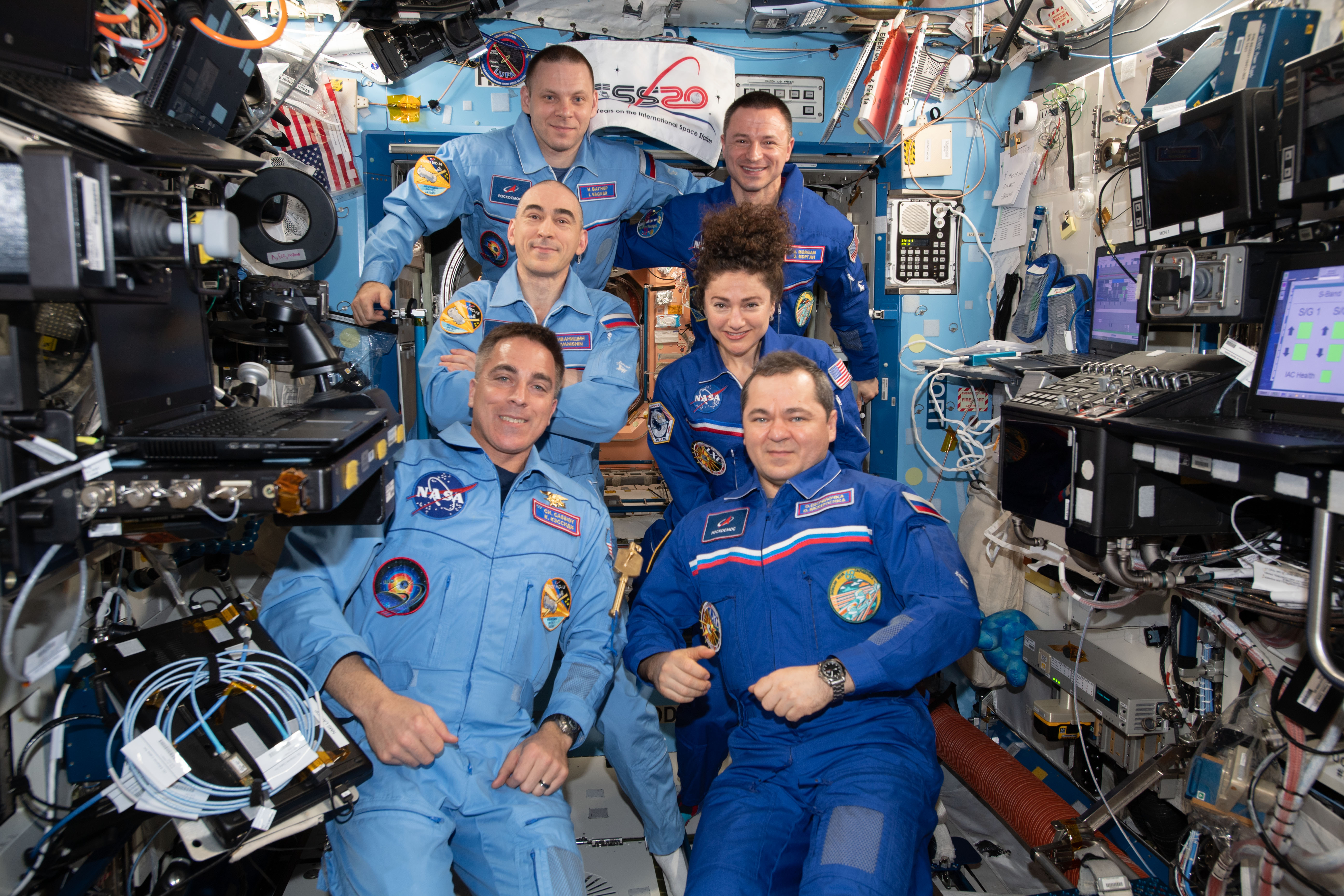
オレグ・スクリポチカがクリストファー・キャシディにISSの指揮権を受け渡した直後に一緒にポーズをとる第62次および第63次長期滞在のクルー

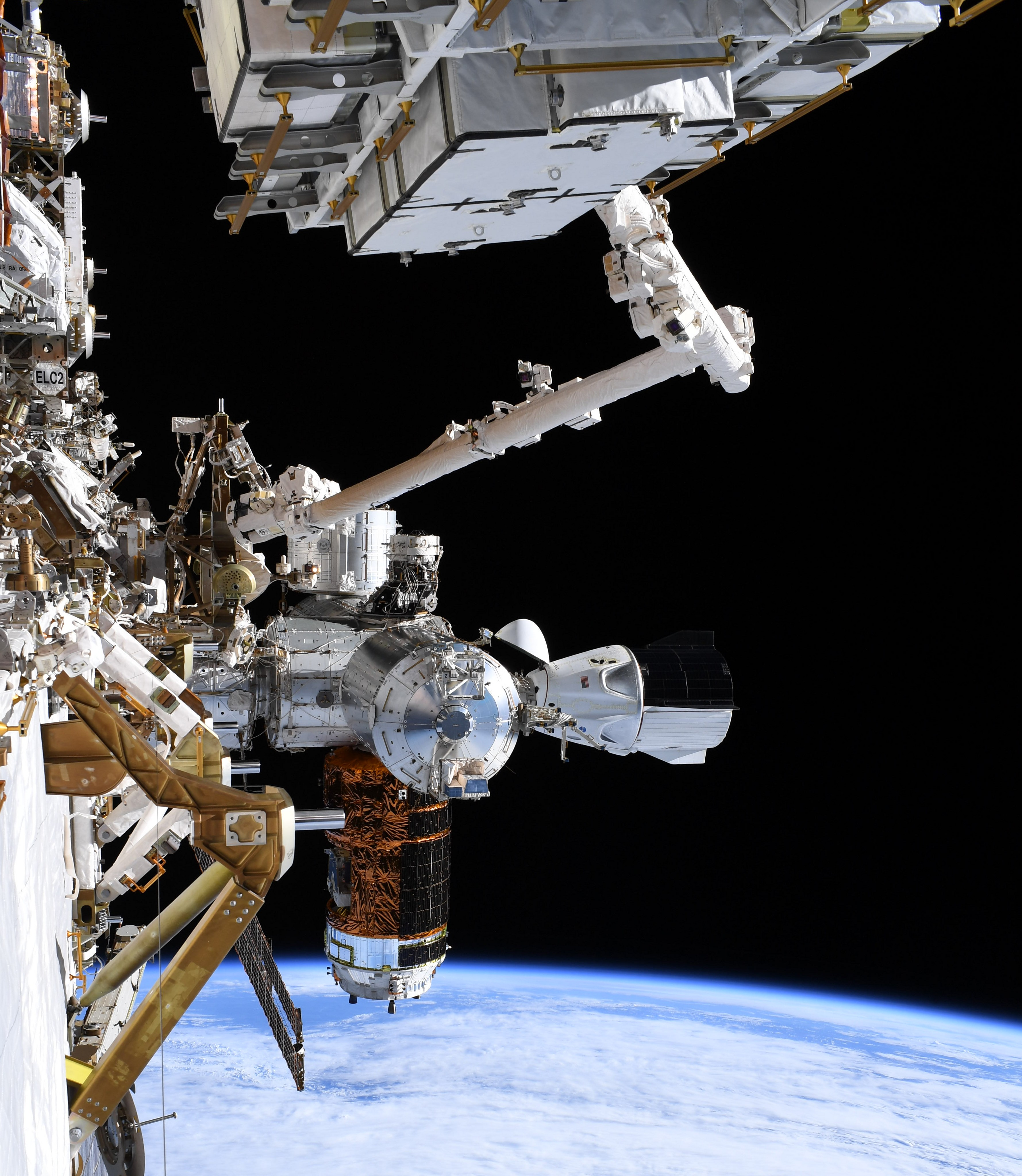
2020年6月26日に、宇宙遊泳者のベンケンとキャシディが予定されていた4回の船外活動の1回目を完了した

NASAの商業乗員輸送計画の遅延によって、キャシディがアメリカ軌道セグメント（アメリカ区画）の唯一の乗組員として長期間取り残される可能性があることから、アナトリー・イワニシンがアメリカの船外活動ユニット（EMU）宇宙服の訓練を行った。アメリカ区画の追加いのクルーがステーションに到着する前に予定外の船外活動を行う必要が生じた場合、もしもイワニシンがEMUを使用すると、2007年の第16次長期滞在中にNASAのペギー・ウィットソン飛行士とともに船外活動を行ったユーリ・マレンチェンコ以来のEMUを使用するロシア人宇宙飛行士となる。同じ理由で、ワグネルは、キャシディおよびイワニシンが実施する船外活動をロボットアームで支援できるように、アメリカ区画のロボットアーム（カナダアーム2）の訓練を行った。Crew Dragon Demo-2の飛行が65日間に延長されたことから、NASAのダグラス・ハーリーおよびロバート・ベンケン両飛行士もキャシディととともに船外活動を行う必要が生じた場合に備えて訓練を受けた。延長期間中、キャシディとベンケンは、ハーリーにステーション船内からロボットアームで支援されて船外活動を実施した。
ISSの科学および電力システムのための数回の船外活動の実施が計画されていた。この中には同年前半にCRS-20で運ばれたバルトロメオ科学パッケージをコロンバス実験モジュールの外部に設置するものもあった。2020年5月19日に、NASAはDemo-2の計画がかたまり、キャシディとベンケンによるバルトロメオを設置し、S6トラスに残っていたニッケル水素電池を新しいリチウムイオン電池に交換するための5回の船外活動が計画されていることを明らかにした。
2020年6月26日の11:32 UTCに、第63次長期滞在の最初の船外活動で、アメリカ人による65回目の宇宙遊泳がキャシディとベンケンによって開始された。2人のNASAの飛行士は、6時間7分後の17:39 UTCに船外活動を完了した。右舷側トラス複合体の太陽電池アレイのための電池を交換し、当初は2020年7月1日の船外活動で予定されていた初期のタスクを実施して4回の船外活動計画の初回に予定されていた全ての作業を完了した。新しい電池は、活動にむけて強化されてより効率的な電力容量を提供した。両飛行士は右舷第6（S6）トラスの2つの電力チャンネルの片方の、劣化した6個のニッケル水素電池のうちの5戸を取り除き、3個の新しいリチウムイオン電池のうちの2つを設置し、新しい電池の電力回路を完成するための3枚の連携接続プレートのうちの2枚を設置した。地上管制は2個の新しい電池が動作していることを報告した。
2020年7月1日の11:13 UTCにキャシディとベンケン両飛行士によってアメリカの66回目の宇宙遊泳が開始された。両飛行士は6時間1分後の17:14 UTCに船外活動を終了した。NASAの両飛行士はステーションの太陽電池アレイの一対の電力チャンネルの一方に電力を提供する電池の更新作業の半分を完了した。新しい電池の回路を完成させるために1個の新しいリチウムイオン電池を移動して接続し、1個のニッケル水素電池を将来の廃棄のために船外プラットフォームに移動した。また、電力容量更新を完了し、2017年1月に始まったステーションの電池交換作業を完了するために交換されることになっている右舷トラス端のニッケル水素電池のボルトを緩めた。
2020年7月16日の11:10 UTCにキャシディとベンケン両飛行士によってアメリカの67回目の宇宙遊泳が開始された。両飛行士は6時間後の17：10 UTCに船外活動を完了した。両名はすべてのステーション複合体の右舷トラスの太陽電池アレイの電力を供給する電池交換作業を完了した。右舷第6（S6）トラスの一対の電力チャンネルの2つ目から6個の劣化したニッケル水素電池を撤去し、3個の新しいリチウムイオン電池を設置し、さらに新しい電池の回路を完結させるための3枚の連携接続プレートを設置した。この作業で、3年半におよぶ国際宇宙ステーションの電力システムの更新の努力がほぼ完了した。最終的には、24個の新しいリチウムイオン電池と接続プレートが48個の劣化したニッケル水素電池を置き換えることになる。2019年4月、左舷近傍トラスに設置された新しいリチウムイオン電池のヒューズが切れたため、2個のニッケル水素電池がその場所に再設置されていた。新しい交換用のリチウムイオン電池は2020年1月に19回目の商業補給サービスミッションでスペースX ドラゴンに積載されてステーションに届いており、同年のその後の船外活動で設置できるまでステーションのトラスに収納されていた。
2020年7月21日の11:12 UTCにキャシディとベンケン両飛行士によってアメリカの67回目の宇宙遊泳が開始された。両飛行士は5時間29分後の16：41 UTCに船外活動を完了した。両名は、カナダ宇宙庁のデクスターロボットがステーションの冷却システムに使用されているアンモニアの漏洩を検出するのに使用できるロボット外部漏洩探知機（RELL）ユニット2個が格納された保護収納ユニットを設置した。ベンケンとキャシディはステーションの背骨とも呼ばれる近傍左舷トラス上の太陽電池アレイ基部の2基の吊り具を撤去した。太陽電池アレイを打ち上げ前に地上で取り扱うためにH型吊り具が使われていた。その後、同年後半にスペースXの貨物輸送ミッションで運ばれてくるナノラックスの商業エアロックを請けいるための、トランクイリティ・モジュール外側の準備作業を完了した。設置後には、このエアロックは商用および政府資金の実験機器を宇宙空間に出すために使うことができる。さらに、イーサネットケーブルを敷設し、外部カメラからレンズフィルターカバーを取り除いた。この船外活動はこの二人組での10回目の船外活動であり、他のアメリカの宇宙飛行士のペアで10回の船外活動を完了しているのは、マイケル・ロペス＝アレグリアとペギー・ウィットソン組みだけである。ベンケンはこの時点で合計61時間と10分を船外で過ごし、ロペス＝アレグリアとアンドリュー・フューステルに次いでアメリカ人飛行士で3番目に長い合計船外活動時間であり、全体でも4番目となっている。キャシディはこの時点で合計54時間51分の船外活動を行っており、世界中で9番目に長い合計船外活動時間となっていた。宇宙ステーションの乗組員は、軌道実験室の組み立てと保守をサポートするために231回の船外活動を行ってきた。宇宙遊泳者は合計で60日12時間3分をステーションの外側での作業を行ってすごした。

## キューブサット
2020年7月13日に、きぼうロボットアーム（JEM-RMS）がきぼうのエアロックからナノラックス NRCSD-18を取り外した放出装置は13:40:25 UTCにDemMi（1998-067RP）キューブサットを、16:55:25 UTCにTechEdSat-10（1998-067RQ）を射出した。DemMi（Deformable Mirror experiment、変形可能鏡面実験）は、DARPAとオーロラ・フライト・サイエンシズによる6U（1Uは一片10cmの立方体）のキューブサットである。TechEdSat-10は、制御された再突入技術をテストするためのNASAのエイムズ研究センターとサンノゼ州立大学による6Uのキューブサットである。